# Helmut Richert
Helmut Richert (* 23. Juli 1941 Düren; † 28. Juni 2024 in München) war ein deutscher Fußballspieler und -trainer. Der Offensivakteur gehörte 1965/66 dem Spielerkader des Meisters TSV München 1860 in der Fußball-Bundesliga an, kam aber zu keinem Ligaeinsatz. Von 1966 bis 1972 absolvierte er in den zweitklassigen Fußball-Regionalligen West und Süd insgesamt 169 Ligaspiele und erzielte 60 Tore. Danach war er unter anderem bei den Vereinen MTV Ingolstadt, Jahn Regensburg und Holstein Kiel als Trainer tätig.

## Laufbahn

### Spieler
Beim mittelrheinischen Verbandsligisten SG Düren 99 spielte der junge Angreifer von 1961/62 bis 1964/65 durchgehend um die ersten Plätze. In der Saison 1962/63 errang er mit der SG die Meisterschaft in der Fußball-Verbandsliga Mittelrhein und trat in zwei Spielen gegen den Lüner SV (0:1) und den Homberger SV (2:2) um die Westdeutsche Amateurmeisterschaft an. In beiden Spielen lief er im damals noch gebräuchlichen WM-System auf Halbrechts auf. Der Sieger Lüner SV war damit für die neue Regionalliga West zur folgenden Runde 1963/64 qualifiziert. Nach der Vizemeisterschaft 1964/65 mit Düren nahm Richert das Angebot vom Bundesligisten München 1860 an und wechselte zum Team von Trainer Max Merkel.
Neben Richert nahmen die Sechziger auch noch Friedhelm Konietzka, Željko Perušić, Alfred Kohlhäufl und Ludwig Bründl neu unter Vertrag.  Er blieb aber in dieser Saison wie auch Ersatztorhüter Wilfried Tepe, Bründl, Kohlhäufl und Ernst Winterhalter ohne Ligaeinsatz. Er gehörte beim Gewinn der Deutschen Meisterschaft in der Saison 1965/66 aber dem Meisterschaftskader der „Löwen“ an. Nach einer Runde in München ging Richert wieder in den Westen zurück und schloss sich Bayer 04 Leverkusen in der zweitklassigen Fußball-Regionalliga West an.
Der Schritt zurück erwies sich sportlich als richtig. Er gehörte unter Trainer Theo Kirchberg und Mitspielern wie Leo Wilden und Karl-Heinz Ripkens von Beginn der Runde der Stammformation als Leistungsträger an und absolvierte alle 34 Rundenspiele, in denen er 15 Tore beim Erreichen des 10. Ranges erzielte. Als Bayer 04 vor seiner zweiten Saison 1967/68 noch die weiteren Zugänge Karl-Heinz Brücken, Hans Benzler, Klaus Görtz, Wilhelm Haag, Peter Rübenach und Friedhelm Strzelczyk unter Vertrag nehmen konnte, spielte das Team vom Ulrich-Haberland-Stadion um den Titelgewinn mit. Richert und die neuen Mannschaftskameraden starteten mit einem 2:1-Heimerfolg am 13. August 1967 in die neue Saison. Die zwei Spitzenspiele gegen Rot-Weiss Essen (0:3, 1:2) verlor die Kirchberg-Elf zwar, gewann aber trotzdem vor dem punktgleichen Essener Rivalen mit den Mannen um Willi Lippens und Helmut Littek die Meisterschaft. Die Stammformation im Bayer-Angriff war zumeist mit Helmut Brücken, Karl-Heinz Brücken, Richert, Fredi Hennecken und Friedhelm Strzelczyk aufgelaufen. In der Bundesliga-Aufstiegsrunde setzte sich aber in den Gruppenspielen der Südvertreter Kickers Offenbach durch. Richert absolvierte alle acht Spiele und erzielte ein Tor. Gemeinsam mit Helmut Brücken zog Richert zur folgenden Saison 1968/69 in die Landeshauptstadt zum Ligakonkurrenten Fortuna Düsseldorf.
Er debütierte bei Fortuna am ersten Regionalliga-Spieltag, den 18. August 1968, bei einer 0:2-Niederlage beim Wuppertaler SV. Obwohl Fortunen-Trainer Otto Knefler mit Lothar Weschke, Klaus Budde, Willi Hetfeld, Hilmar Hoffer, Jürgen Papies und Reiner Geye neben Richert noch weitere anerkannte Offensivspieler zur Verfügung standen, musste sich Düsseldorf mit dem 4. Rang begnügen. Der Mann aus Düren hatte in 22 Ligaeinsätzen neun Tore erzielt. Auch im zweiten Jahr in Düsseldorf landete die Fortuna auf dem 4. Rang. Da Richert nur noch in 17 Verbandsspielen berücksichtigt worden war (3 Tore), nahm er das Angebot von Jahn Regensburg aus der Regionalliga Süd an und wechselte zur Saison 1970/71 in die oberpfälzische Bischofsstadt.
Mit den Rot-Weißen glückte mit einem 5. Rang eine ausgezeichnete Runde, in der Richert in 31 Ligaeinsätzen unter Trainer Heinz Elzner an der Seite von Mitspielern wie Alfred Kohlhäufl, Heinz Lubanski, Gerhard Faltermeier, Rolf Thommes und Torjäger Franz Fuchsgruber (15 Tore) neun Tore erzielte. Im zweiten Jahn-Jahr, 1971/72, konnten Richert und Kollegen die Leistung des Vorjahres nicht wiederholen und konnten mit dem 16. Rang nur knapp den Abstieg verhindern. Richert hatte nochmals in 32 Ligaspielen elf Tore erzielt. Unter Trainer-Altmeister Georg Wurzer bestritt er am 14. Mai 1972 bei einem 3:1-Heimerfolg gegen Opel Rüsselsheim sein letztes Regionalliga-Spiel.

### Trainer
Richert hatte in seiner Leverkusener und Düsseldorfer Zeit bereits als Aktiver an der Sporthochschule Köln unter Lehrgangsleiter Hennes Weisweiler 1968 erfolgreich die Ausbildung zum Fußball-Lehrer durchlaufen und übte dieses Amt in der Folgezeit bei MTV Ingolstadt, Jahn Regensburg, Holstein Kiel und dem FC Vaduz aus.